# Trofeo Villa de Madrid 1978
La sexta edición del Trofeo Villa de Madrid se disputó en la capital de España entre el 8 y el 10 de agosto de 1978. Junto al anfitrión, el Atlético de Madrid, conformaban el plantel de equipos participantes el Derby County, equipo que disputaba la máxima competición inglesa, la Premier League (que había ganado tres años antes), el vigente campeón argentino, el River Plate y el Rayo Vallecano.

## Resultados

### Semifinales
Los días 8 y 9 de agosto se disputaron las semifinales del torneo.
| 8 de agosto de 1978 | Atlético de Madrid                          | 3:1 (3:1) | Derby County | Vicente Calderón, Madrid                                                |                                                                         |
|                     | Luís Pereira 5' Rubén Cano 14' González 33' | Reporte   | Hill 37'     | Asistencia: 48.000 espectadores Árbitro(s): Jesús Ausocua Sanz (España) | Asistencia: 48.000 espectadores Árbitro(s): Jesús Ausocua Sanz (España) |

| 9 de agosto de 1978 | Rayo Vallecano | 0:1 (0:1) | River Plate       | Vicente Calderón, Madrid                                                       |                                                                                |
|                     |                | Reporte   | "Beto" Alonso 29' | Asistencia: 35.000 espectadores Árbitro(s): Antonio Borrás del Barrio (España) | Asistencia: 35.000 espectadores Árbitro(s): Antonio Borrás del Barrio (España) |

### 3.er. y 4º puesto
Los partidos de la final y el tercer y cuarto puesto se celebraron el 10 de agosto.
| 10 de agosto de 1978 | Rayo Vallecano         | 2:2 (1:2) | Derby County        | Vicente Calderón, Madrid            |                                     |
|                      | Alvarito 44' Anero 68' | Reporte   | Rioch 12' Rioch 24' | Árbitro(s): Andrés Galindo (España) | Árbitro(s): Andrés Galindo (España) |

| Lanzamientos de penalty |                  |     |                  |          |
| Alvarito                | Acierto de penal | 1:0 | Fallo de penal   | Hill     |
| Salazar                 | Acierto de penal | 2:1 | Acierto de penal | Rioch    |
| Lastra                  | Acierto de penal | 3:2 | Acierto de penal | Buckley  |
| Nieto                   | Acierto de penal | 4:3 | Acierto de penal | McFarlan |
| Francisco               | Acierto de penal | 5:4 | Acierto de penal | Langan   |
|                         |                  |     |                  |          |

### Final
| 10 de agosto de 1978 | Atlético de Madrid | 0:0 (0:0) | River Plate | Vicente Calderón, Madrid                                                      |                                                                               |
|                      |                    | Reporte   |             | Asistencia: 60.000 espectadores Árbitro(s): José Luis García Carrión (España) | Asistencia: 60.000 espectadores Árbitro(s): José Luis García Carrión (España) |

| Lanzamientos de penalty |                  |     |                  |             |
| Rubén Cano              | Acierto de penal | 1:1 | Acierto de penal | Passarella  |
| Aguilar                 | Acierto de penal | 2:2 | Acierto de penal | Perfumo     |
| Ayala                   | Acierto de penal | 3:3 | Acierto de penal | Marchetti   |
| Alberto                 | Fallo de penal   | 3:4 | Acierto de penal | Insaurralde |
| Leivinha                | Fallo de penal   | 3:4 |                  |             |
|                         |                  |     |                  |             |

| Argentina                       |
| Campeón River Plate 1.er título |